# Ansonia jeetsukumarani
Az Ansonia jeetsukumarani a kétéltűek (Amphibia) osztályának békák (Anura) rendjébe, ezen belül a varangyfélék (Bufonidae) családjába tartozó faj.

## Előfordulása
Malajziában őshonos. Esőerdőben él. 1059-1125 méteres tengerszint feletti magasságok között találtak példányokat.